# Dokter dokter
Dokter dokter is de tweede single van het album Ya ya yippee van de meidengroep K3. De single kwam uit op 2 oktober 2006.
De hoogste positie in Nederland in de Single Top 100 was plaats nummer 96 en stond 2 weken in de Single Top 100. De hoogste positie in België in de Ultratop 50 was plaats nummer 28 en stond 9 weken in de Ultratop 50.

## Tracklist
1. Dokter dokter (3:26)
2. Dokter dokter (instrumentaal) (3:26)

## Hitnoteringen
Nederlandse Single Top 100
| Dokter dokter in de Single Top 100 - binnen: 21-10-2006/Laatste Notering 06-01-2007 | Dokter dokter in de Single Top 100 - binnen: 21-10-2006/Laatste Notering 06-01-2007 | Dokter dokter in de Single Top 100 - binnen: 21-10-2006/Laatste Notering 06-01-2007 | Dokter dokter in de Single Top 100 - binnen: 21-10-2006/Laatste Notering 06-01-2007 |
| Week                                                                                | 1                                                                                   | 2                                                                                   |                                                                                     |
| ----------------------------------------------------------------------------------- | ----------------------------------------------------------------------------------- | ----------------------------------------------------------------------------------- | ----------------------------------------------------------------------------------- |
| Nummer                                                                              | 99                                                                                  | 96                                                                                  | uit                                                                                 |

| Dokter dokter in de Ultratop 50 - binnen: 28-10-2006/Laatste Notering 23-12-2006 | Dokter dokter in de Ultratop 50 - binnen: 28-10-2006/Laatste Notering 23-12-2006 | Dokter dokter in de Ultratop 50 - binnen: 28-10-2006/Laatste Notering 23-12-2006 | Dokter dokter in de Ultratop 50 - binnen: 28-10-2006/Laatste Notering 23-12-2006 | Dokter dokter in de Ultratop 50 - binnen: 28-10-2006/Laatste Notering 23-12-2006 | Dokter dokter in de Ultratop 50 - binnen: 28-10-2006/Laatste Notering 23-12-2006 | Dokter dokter in de Ultratop 50 - binnen: 28-10-2006/Laatste Notering 23-12-2006 | Dokter dokter in de Ultratop 50 - binnen: 28-10-2006/Laatste Notering 23-12-2006 | Dokter dokter in de Ultratop 50 - binnen: 28-10-2006/Laatste Notering 23-12-2006 | Dokter dokter in de Ultratop 50 - binnen: 28-10-2006/Laatste Notering 23-12-2006 | Dokter dokter in de Ultratop 50 - binnen: 28-10-2006/Laatste Notering 23-12-2006 |
| Week                                                                             | 1                                                                                | 2                                                                                | 3                                                                                | 4                                                                                | 5                                                                                | 6                                                                                | 7                                                                                | 8                                                                                | 9                                                                                |                                                                                  |
| -------------------------------------------------------------------------------- | -------------------------------------------------------------------------------- | -------------------------------------------------------------------------------- | -------------------------------------------------------------------------------- | -------------------------------------------------------------------------------- | -------------------------------------------------------------------------------- | -------------------------------------------------------------------------------- | -------------------------------------------------------------------------------- | -------------------------------------------------------------------------------- | -------------------------------------------------------------------------------- | -------------------------------------------------------------------------------- |
| Nummer                                                                           | 37                                                                               | 43                                                                               | 30                                                                               | 28                                                                               | 35                                                                               | 40                                                                               | 40                                                                               | 42                                                                               | 49                                                                               | uit                                                                              |